# Klara Muche
Karoline Ernestine Klara Muche, geb. Schwarz (* 25. Dezember 1851 in Niederschönau; † 6. Januar 1926) war eine deutsche Naturheilkundlerin.

## Leben
Muche absolvierte eine Lehrerinnenausbildung in Breslau, arbeitete von 1869 bis 1872 in Oberschlesien und anschließend als Lehrerin in Breslau. 1880 heiratete sie den Lehrer Oskar Muche, aus der Ehe gingen zwei Töchter hervor. Eine Privatschule von Oskar Muche, in der auch Klara Muche arbeitete, musste bald wieder schließen.
Eine Kur in der Kaltwasser-Heilanstalt in Gräfenberg, die von Vinzenz Prießnitz gegründet worden war, weckte ihr Interesse für die Naturheilkunde. In den folgenden Jahren hielt sie Vorträge zu gesundheitlichen Themen, die sich vorwiegend an Frauen richteten. 1887 veranlasste sie eine formale Gütertrennung von ihrem Ehemann und ging mit ihm nach Berlin, um sich in der Naturheilkunde weiter zu bilden. Anschließend versuchte sie ihr Glück mit eigenen Einrichtungen zur Gesundheitspflege, zunächst in Berlin, dann in Loschwitz bei Dresden und schließlich in Radebeul. Alle diese Einrichtungen waren nur von kurzer Dauer. Von 1896 bis 1900 leitete sie das Sanatorium Stolzenberg in Hessen. In all diesen Jahren hielt sie weiterhin zahlreiche Vorträge. Schließlich eröffnete Klara Muche in Merxheim bei Bad Sobernheim das „Mucheheim“. 1908 ging Klara Muche nach Wien; wahrscheinlich 1911 zog sie zu ihrer Tochter nach Deutsch-Ostafrika, wo sie im Ersten Weltkrieg drei Jahre lang interniert war. 1919 kehrte sie zusammen mit ihrer Tochter nach Deutschland zurück nach Merxheim und zog bald darauf nach Warnsdorf in Böhmen. Hier lebte sie bis zu ihrem Tod als Autorin und Rednerin. Ihre Ratgeber wurden meist mehrfach wiederaufgelegt.

## Schriften
- Ueber das Unwohlsein bei Frauen. W. Möller, Berlin 1889.
- Einfluß der Diät bei der Krankenbehandlung. Möller, Berlin, ca. 1890 (Licht, Luft Wasser; 6).
- Fanny Beck: Hygienisches Kochbuch: Anleitung zu einer einfachen sparsamen und gesundheitlichen Lebensweise. Nebst 2 Kapiteln von Klara Muche. Globig, Berlin ca. 1890 (Digitalisat).
- Physische Pflichten des Ehelebens. Selbstverlag May, Chemnitz 1891.
- Hrsg.: M. Collins: Die schmerzlose Entbindung: Verhaltungs-Massregeln zur Vermeidung der Schmerzen und Gefahren der Niederkunft  mit Anhang: Über die Vorbeugung der Empfängnis. 4. umgearbeitete und verbesserte Auflage. Leipzig 1896.
- Luft und Sonne! Ihre Wirkung auf den gesunden und kranken Organismus. Möller, Berlin ca. 1900.
- Was hat eine Mutter ihrer erwachsenen Tochter zu sagen? Leipzig 1900.
- Unsere Nahrung als Heilmittel. W. Möller, Berlin 1903 (Möller’s Bibliothek für Gesundheitspflege, Erziehung und Volksaufklärung; 15).
- Hygiene der Ehe. W. Möller, Oranienburg-Berlin 1905.
- Ursache, Verhütung und Behandlung der allgemeinen Frauenleiden. W. Möller, Oranienburg-Berlin 1905.
- Ueber den physischen und moralischen Einfluß der Mutter auf ihr Kind vor der Geburt, 14. Aufl. Möller, Oranienburg bei Berlin 1908 (Hausbücher für Gesundheitspflege; 17).
- Was ist die Frau ihrer Gesundheit schuldig und wem ist sie sie schuldig? W. Möller, Oranienburg 1907.
- Herzenswirren: Roman. W. Möller, Oranienburg. Möller 1908.
- Die Wechseljahre. Möller, Oranienburg bei Berlin 1910.
- Übersetzung aus dem Englischen: Katharine Saint Hill: Grammatik der Handlesekunst. Möller, Oranienburg ca. 1910.
- Unsere Nahrung als Heilmittel. Möller, Oranienburg-Berlin ca. 1930.